# Pachydelphus africanus
Pachydelphus africanus là một loài nhện trong họ Linyphiidae.
Loài này thuộc chi Pachydelphus. Pachydelphus africanus được Eugène Simon miêu tả năm 1894.